# Czerkasy (obwód lwowski)
Czerkasy – wieś w rejonie lwowskim (do 2020 roku w rejonie pustomyckim) obwodu lwowskiego. W II Rzeczypospolitej miejscowość była siedzibą gminy wiejskiej Czerkasy. Liczba ludności – 312 osób.
Znajduje tu się przystanek kolejowy Czerkasy Lwowskie, położony na linii Lwów – Stryj – Batiowo.